# Island Lake, Alberta
Island Lake är en sjö i Kanada.   Den ligger i provinsen Alberta, i den centrala delen av landet, 2 900 km väster om huvudstaden Ottawa. Island Lake ligger 597 meter över havet. Arean är 7,7 kvadratkilometer. Den sträcker sig 6,2 kilometer i nord-sydlig riktning, och 3,3 kilometer i öst-västlig riktning.
Trakten runt Island Lake består till största delen av jordbruksmark. Trakten runt Island Lake är nära nog obefolkad, med mindre än två invånare per kvadratkilometer.